# Prožinska vas
Prožinska vas je naselje v Občini Štore.

## Prebivalstvo
Etnična sestava 1991:
- Slovenci: 468 (98,1 %)
- Nemci: 2
- Srbi: 1
- Muslimani: 1
- Neznano: 4